# Regles d'esquivar vocables o mots grossers o pagesívols
 (mars 2023).
Regles d’esquivar vocables o mots grossers o pagesívols (littéralement « Règles pour éviter des vocables ou mots grossiers ou paysans ») est un ouvrage écrit en catalan vers la fin du XVe siècle. Il s’agit d’un recueil de normes d’usage de certains mots de la langue catalane, portant sur la prononciation, la morphologie ou le lexique, où sont opposées des formes jugées incorrectes (vulgaires ou dialectales) à d’autres solutions savantes (latinisantes) et plus prestigieuses.

## Présentation
Il s'agit du premier traité consacré à la description de la langue catalane.
On considère généralement que le texte fut finalisé entre 1492 et 1497, 1487 selon d'autres auteurs.
Le livre dénonce l'usage que font certains bourgeois de formes linguistiques locales et défend à leur place le langage urbain des villes de Valence et Barcelone.
La question de l’auteur du texte a fait l’objet de spéculations.
La première partie (173 normes) porte sur le lexique valencien. On a attribué sa rédaction au Barcelonais Pere Miquel Carbonell, qui se serait basé sur un travail du Valencien Bernat Fenollar. La deuxième partie (150) a été attribuée à Jeroni Pau. Cependant, cette hypothèse des trois auteurs fut rejetée en 1999 par Antoni Maria Badia i Margarit, qui considéra que l'unité du texte laissait penser que le copiste du manuscrit, Pere Miquel Carbonell, était probablement l'auteur de l'ensemble de l'ouvrage, et que Fenollar et Pau étaient simplement mentionnés comme des références pour conférer de l'autorité au texte.
L'hypothèse de Badia fut à son tour remise en question par Germà Colón et Antoni Ferrando Francès en 2011 . Selon Colón, la présence de nombreux éléments valenciens dans l'œuvre suggère une intervention directe ou indirecte de Fenollar. Il rejette l'idée que Carbonell, en raison de sa compétence linguistique limitée, soit l'auteur des Regles. Ferrando, quant à lui, soutient que l'auteur doit être Jeroni Pau en raison de sa formation humaniste et de ses contacts avec les différents dialectes de la langue. Selon lui, les formes les plus prestigieuses du catalan de l'époque correspondaient aux préférences du valencien, qui était la langue de la cour romaine du cardinal vice-chancelier Roderic de Borja, futur pape Alexandre VI où travaillait Pau au service direct de Giovanni Borgia. Ferrando estime également que les cercles humanistes de Rome fréquentés par Jeroni Pau, comprenant une forte présence d'humanistes valenciens, constituent le lieu de gestation des Regles. Ferrando ajoute que contrairement à la Grammaire castillane de l'humaniste castillan Nebrija, qui bénéficia du soutien de la reine Isabelle la Catholique, Jeroni Pau ne reçut pas de soutien du roi Ferdinand le Catholique, ce qui a fortement limité la portée et l’influence de son travail. D’après Ferrando, il se limita à faire des propositions de correction linguistique latinisante dans le cadre des débats humanistes qui avaient lieu à la cour romaine des Borja.
Selon la Gran Enciclopèdia Catalana, c’est toutefois l’hypothèse initiale de Badia i Margarit qui s’est peu à peu imposée, en dépit de ces réserves.